# Xilitol

Estructura

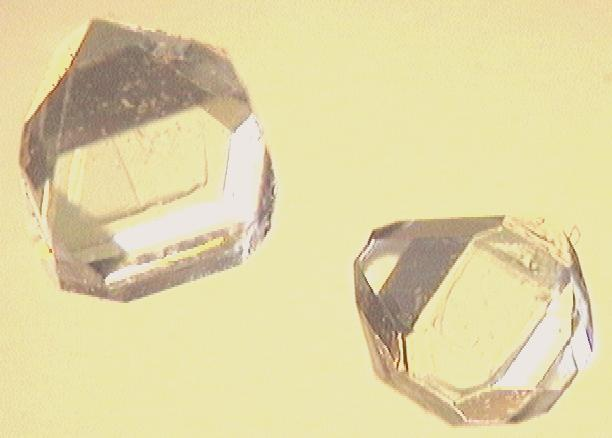
Cristalls de xilitol

Xilitol (del grec:ξύλον - xyl[sobre], "fusta" + sufix -itol, és químicament un polialcohol, que es fa servir com a edulcorant per substituir el sucre comú, altrament dit sacarosa. De forma natural el xilitol es troba en les fibres de moltes fruites i verdures, el moresc, la civada i alguns bolets. Industrialment es pot extreure de la fibra del moresc o de la fusta, El xilitol és aproximadament tan dolç com la sacarosa però amb només els dos terços de la seva energia alimentària (menys calories) 
El seu consum en excés pot ser laxant i provocar problemes gastrointestinals temporals. Es tolera millor que altres edulcorants com manitol i sorbitol.
El xilitol és un compost orgànic de fórmula (CHOH)₃(CH₂OH)₂.
El xilitol es va descobrir gairebé simultàniament a finals del segle xix per químics alemanys i francesos i va ser popularitzat a Europa com a edulcorant per a diabètics que no afectava els nivells d'insulina. A principis de la dècada de 1970 es va descobrir que no afectava les dents.

## Propietats
Una culleradeta (5 g) de xilitol té 9,6 kilocalories. No té regust; no té impacte en diabètics i hiperglucèmics i té un baix índex glucèmic.

## Ús dietètic
Es fa servir sobretot en xiclets i pastilles, higiene oral en pasta dentífrica i edulcorant farmacèutic.

## Ús mèdic

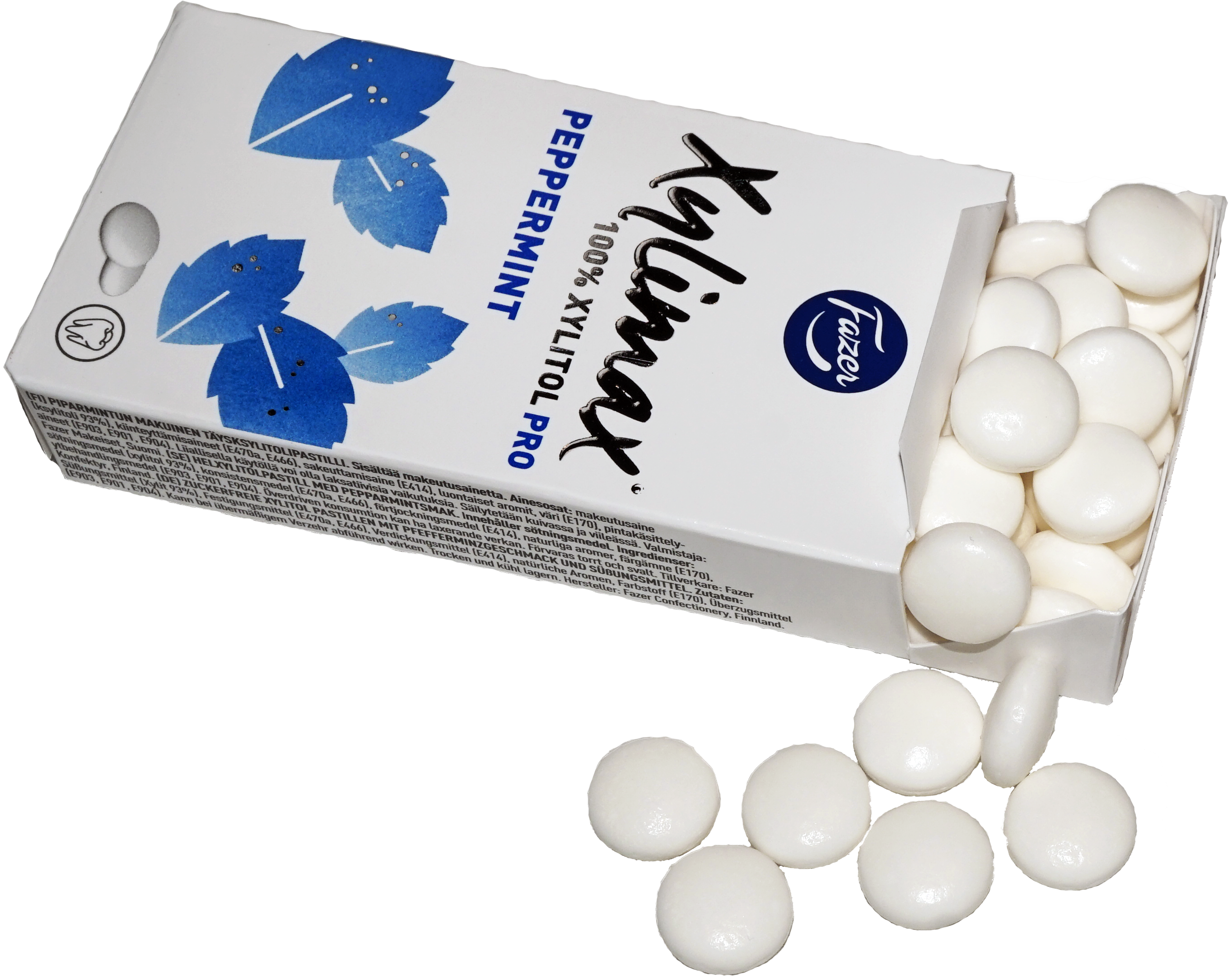
Xilitol

- Cura de les dents, ja que és un polialcohol que no fermenta.[7][8] Un estudi sistemàtic suggereix que evita la càries[9] El xilitol inhibeix els bacteris del grup Streptococcus mutans que contribueixen a espatllar les dents.[10]
- Diabetis mellitus.
- Osteoporosi, segons estudis fets a Finlàndia evita el debilitament de l'os.[11][12]

- Infeccions de l'orella i superiors: el xilitol actua prevenint-les[13]
- Prevenció contra infeccions orals pel fong Candida.[14]
- Beneficis en l'èmbaràs i alletament actuant contra bacteris.[15]

## Toxicitat
No té toxicitat coneguda en humans. Com molts polialcohols té un efecte laxant. però amb només un 10% de l'efecte laxant del sorbitol.

### En gossos
Els gossos que han consumit més de 100 mg per quilo del seu pes experimenten hipoglucèmia que pot posar en perill la seva vida.